# William Merz
William G. Merz (ur. 25 kwietnia 1878 w Red Bud w stanie Illinois, zm. 17 marca 1946 w Overland w stanie Missouri) – amerykański gimnastyk, pięciokrotny medalista olimpijski.
W 1904 r. reprezentował barwy Stanów Zjednoczonych na rozegranych w Saint Louis letnich igrzyskach olimpijskich, podczas których zdobył pięć medali: srebrny (w ćwiczeniach na kółkach) oraz cztery brązowe (w trójboju lekkoatletycznym, czwórboju, skoku przez konia wzdłuż oraz ćwiczeniach na koniu wszerz). Startował również w konkurencjach wieloboju drużynowego (4. miejsce), wieloboju gimnastyczno-lekkoatletycznego (10. miejsce) oraz trójboju gimnastycznego (24. miejsce).